# Liberation Tower
Liberation Tower (engl.: Toranj oslobođenja), druga najviša građevina u Kuvajtu. 
Izgradnja tornja započela je prije iračke invazije na Kuvajt, 2. kolovoza 1990. Tada je bilo u planu građevinu imenovati Kuvajtski telekomunikacijski toranj.
Kada se dogodila iračka invazija na Kuvajt, građevina je bila na pola puta dovršena i stavljena je na čekanje. Međutim, struktura nije pretrpila nikakvu štetu, a gradnja se nastavila nakon što su snage Saddama Husseina protjerane 27. veljače 1991. Završetkom 1993., građevina je preimenovana u Liberation Tower, simbolizirajući oslobođenje Kuvajta od Iračana.